# 苏耀国
苏耀国（1979年9月11日—），日本棋院職業九段围棋棋手，容堅行五段入室弟子，中国广东广州人，父親蘇雅中曾是游泳選手，母親鄧小怡曾是電力公司職員，現在廣州與香港從事少兒圍棋培訓。
苏1991年9月由敖立婷四段帶到日本学棋，1994年入段。2003年在日本新人王战中擊敗了張栩、溝上知親等棋手，決賽以2比0擊敗藤井秀哉五段奪得冠軍。是第一位奪得日本頭銜的中華人民共和國棋手（註：吳清源曾拿過2次日本最強決定戰冠軍，因此蘇不是第一位中國棋士）。从2003年以來6次（其中5次效力廣東隊）。
自2003年到2006年，每年都是以外援身份代表廣東隊參加中国圍棋乙级联賽，並在2006年以6勝1和的戰績幫助廣東隊重返甲級。2007年，苏耀国加盟杭州棋院隊參加乙级联賽。同年廣東隊參加甲級聯賽，但惨遭降级。2008年苏耀国為廣東隊衝甲，在圍乙5勝2負。
2008年-2009年在第64屆本因坊戰循环圈里4胜3负，将与五冠王张栩加赛，决定谁留在循环圈里。
冠名的“耀國杯”廣州市幼兒園圍棋錦標賽從2003年開始至今一共舉辦了5屆，其中有4屆在他的母校朝天小學舉行。

## 升段履历
- 1991年院生
- 1994年入段
- 1994年二段
- 1995年三段
- 1996年四段
- 1997年五段
- 1999年5月六段
- 2001年5月七段
- 2005年9月八段
- 2014年10月14日九段

## 本因坊戰成绩
- 第60屆 2004年-2005年 在循环圈里4胜3败，与王铭琬并列第四，加赛执黑中盘负于王九段而降级；
- 第61屆 2005年-2006年 在循环圈里4胜3败，与张栩并列第四，但因排位在后而降级；
- 第62屆 2006年-2007年 在循环圈里5胜2败，与依田纪基并列第一，加赛落败后失去挑战资格；
- 第63屆 2007年-2008年 在循环圈里2胜5败，被淘汰；
- 第64屆 2008年-2009年 在循环圈里4胜3负，与五冠王张栩并列第四，加赛执黑中盘负于张九段而降级。
- 3次降级后立刻杀回循环圈，有“不死鸟”的称号。[1]